# The Blood Arm
The Blood Arm son una banda de rock alternativo de Los Ángeles, California.

## Historia
The Blood Arm como agrupación se formó en Los Ángeles, California, en el año 2003 y fueron nominados para el LA Weekly Music Award como premio revelación del año 2004. Franz Ferdinand menciona a The Blood Arm como su grupo musical preferido en las giras en cada entrevista que hacen, e invitaron a The Blood Arm para ser el espectáculo de pertura en las tres primeras fechas de su segunda gira en EE. UU. El grupo ha tocado también con Maxïmo Park en su gira por el Reino Unido, y han acompañado a bandas incluidas Hot Hot Heat, The Killers, Electric 6, The Sunshine Underground y We Are Scientists.
The Blood Arm firmó contrato con el sello City Rockers/Because y han presentado su segundio álbum llamado Lie Lover Lie en octubre de 2006, recibiendo una gran acogida por la crítica. The Guardian les dio 5/5, NME los calificó en un 8/10, y Artrocker lo ha llamado "EL MEJOR ÁLBUM DEBUTANTE DEL AÑO". 
El líder del grupo es Nathaniel Fregoso, graduado en producción de cine de la UCLA, es al mismo tiempo el director de los videos musicales del grupo. Nathaniel es hijo del compositor estadounidense Teddy Fregoso, primo hermano del productor Cat Fletcher y sobrino del matador de toros mexicano Carmelo Torres. Nathaniel Fregoso tiene reputación de ser muy enérgico durante los espectáculos en vivo, cantando sobre las bocinas , colgándose de las tuberías bailando con la audiencia o robándose bebidas del bar. Dyan Valdés, original de la zona de la Bahía de San Francisco es el pianista del grupo proveyendo además las voces de fondo. 
The Blood Arm viaja con su maestro de ceremonias llamado Ben Lee Handler, quien calienta a la audiencia con cuentos de semi ficción hasta que la misma llega a los lugares de espectáculos.

## Discografía

### EP
- 4 Song Demo (2002)
- All My Love Songs (2010)

### Álbumes de estudio
- Bomb Romantics (2004)
- Lie Lover Lie (2006)
- Turn And Face Me (2011)

### Sencillos
- "Do I Have Your Attention?"(2005)
- "Say Yes" (2005)
- "Suspicious Character" (2006, #62 UK)
- "Angela" (2007)
- "Do I Have Your Attention?" (con Anaïs) (2007)
- "Relentless Love" (2011)